# Spatuloricaria gymnogaster
Spatuloricaria gymnogaster är en fiskart som först beskrevs av Eigenmann och Vance 1912.  Spatuloricaria gymnogaster ingår i släktet Spatuloricaria och familjen Loricariidae. Inga underarter finns listade i Catalogue of Life.